# Касько Віталій Вікторович
Віталій Вікторович Касько (нар. 29 червня 1976, Львів) — український правник, заступник Генерального прокурора України у 2014—2016 роках (державний радник юстиції 3 класу), адвокат. Член Національної ради з питань антикорупційної політики (з 25 червня 2019). Перший заступник Генерального прокурора з 5 вересня 2019 року.
Вільно володіє англійською мовою. Є автором та співавтором багатьох публікацій з проблематики повернення злочинних активів, взаємної правової допомоги у кримінальних справах, протидії катуванню та іншим формам жорстокого поводження, торгівлі людьми, захисту свідків тощо.

## Життєпис
Віталій Вікторович Касько народився 29 червня 1976 року у Львові. Після закінчення середньої школи продовжив навчання у Львівському університеті ім. Франка, який закінчив з відзнакою 1998 року.

### Адвокатська та прокурорська кар'єра
Свою кар'єру Віталій Вікторович розпочав в органах прокуратури України 1998 року на посаді слідчого Львівської транспортної прокуратури. У червні наступного, 1999, року до квітня 2002 року обіймав посади старшого слідчого, заступника начальника слідчого відділу управління нагляду за додержанням законів органами, які проводять оперативно-розшукову діяльність, дізнання і досудове слідство прокуратури Львівської області.
З квітня 2002 року по жовтень 2005 року працював у центральному апараті Генеральної прокуратури України старшим прокурором відділів екстрадиції та доручень, правової допомоги, міжнародного співробітництва, договірно-правового відділу міжнародно-правового управління.
З 2004 року Касько працював консультантом Ради Європи та інших міжнародних організацій у сфері кримінальної юстиції та захисту прав людини, зокрема з питань застосування Європейської конвенції про захист прав людини та основоположних свобод 1950 року і практики Європейського суду з прав людини.
У жовтні 2005 року залишив органи прокуратури й зайнявся приватною адвокатською практикою.
Після повернення в органи прокуратури з квітня 2007 року по грудень 2010 року очолював міжнародно-правове управління Генеральної прокуратури України.
У грудні 2010 року повернувся до власної адвокатської практики. З жовтня 2013 року — партнер і керівник департаменту кримінального права Адвокатського об'єднання «Арцінгер».

### Заступник генерального прокурора
Наказом Генерального прокурора України від травня 2014 року Каська Віталія Вікторовича було призначено заступником Генерального прокурора України.
З вересня 2015 року Касько — член виконавчого комітету Міжнародної асоціації прокурорів.
У рамках Антикорупційної стратегії на 2014—2017 роки та у зв'язку з необхідністю виконання другої фази Плану дій щодо лібералізації Європейським Союзом візового режиму для України, розпорядженням Президента України Петра Порошенка від 26 березня 2015 року була створена міжвідомча робоча група з координації повернення в Україну коштів, одержаних злочинним шляхом колишніми високопосадовцями України. Очолив її саме Віталій Касько. До роботи міжвідомчої групи були залучені фахівці Міністерства юстиції, Генеральної прокуратури, представників громадянського суспільства (зокрема, Реанімаційного пакету реформ). Результатом їх діяльності став законопроект, внесений до парламенту Кабінетом Міністрів 4 вересня 2015 року «Про Національне агентство України з питань виявлення, розшуку та управління активами, одержаними від корупційних та інших злочинів».
15 лютого 2016 року заступник Генерального прокурора України Віталій Касько подав у відставку. У той же день Генеральна прокуратура України задовольнила заяву заступника Генерального прокурора України Віталія Каська про відставку. 16 лютого 2016 року Віталій Касько здав службове посвідчення працівника прокуратури та отримав на руки трудову книжку.
10 квітня 2016 року Генеральна прокуратура України повідомила про підозру Віталію Каську в шахрайстві щодо отримання службових квартир.
13 квітня 2016 року Віталій Касько повідомив про те, що Генеральна прокуратура України вручила йому клопотання про взяття під варту. 14 квітня Печерський районний суд Києва відмовився заарештувати Віталія Каська та обрав запобіжний захід у вигляді особистого зобов'язання на строк досудового розслідування до 10 червня.
23 травня 2016 року Апеляційний суд Києва зняв арешт з квартири Віталія Каська.
Війський прокурор сил АТО Костянтин Кулик закинув йому, що за час роботи на посаді заступника генпрокурора (два роки) в Україну не повернули жодної копійки зарубіжних активів Курченка—Януковича; також ствердив, що «Арцингер» до Євромайдану співпрацював з юристами Курченка.
5 вересня 2019-го Касько призначений першим заступником генпрокурора Руслана Рябошапки.

## Нагороди
- Заслужений юрист України (28 листопада 2019) — за значний особистий внесок у державне будівництво, соціально-економічний, науково-технічний, культурно-освітній розвиток Української держави, вагомі трудові досягнення, багаторічну сумлінну працю[17]